# Soucron arenarium
Genre
Espèce
Synonymes
- Gongylidium arenarium Emerton, 1925

Soucron arenarium, unique représentant du genre Soucron, est une espèce d'araignées aranéomorphes de la famille des Linyphiidae.

## Distribution
Cette espèce est endémique du Canada. Elle se rencontre en Colombie-Britannique, au Yukon, en Alberta, en Saskatchewan, au Manitoba, en Ontario, au Québec et en Nouvelle-Écosse.

## Publications originales
- Emerton, 1925 : New spiders from Canada and the adjoining states, No. 4. Canadian Entomologist, vol. 57, p. 65-69.
- Bishop & Crosby, 1936 : Studies in American spiders: Miscellaneous genera of Erigoneae. Festschrift zum 60. Geburstage von Professor Dr. Embrik Strand, Riga, vol. 2, p. 52-64.